# Оглађеновац
Оглађеновац је насељено место града Ваљева у Колубарском округу. Према попису из 2022. било је 287 становника.

## Демографија
У насељу Оглађеновац живи 550 пунолетних становника, а просечна старост становништва износи 47,6 година (45,8 код мушкараца и 49,4 код жена). У насељу има 229 домаћинстава, а просечан број чланова по домаћинству је 2,78.
Ово насеље је великим делом насељено Србима (према попису из 2002. године), а у последња три пописа, примећен је пад у броју становника.
|  |

| Демографија | Демографија | Демографија |
| Година      | Становника  | Становника  |
| ----------- | ----------- | ----------- |
| 1948.       | 1.444       |             |
| 1953.       | 1.430       |             |
| 1961.       | 1.333       |             |
| 1971.       | 1.131       |             |
| 1981.       | 982         |             |
| 1991.       | 826         | 799         |
| 2002.       | 636         | 645         |

| Етнички састав према попису из 2002.‍ | Етнички састав према попису из 2002.‍ | Етнички састав према попису из 2002.‍ | Етнички састав према попису из 2002.‍ | Етнички састав према попису из 2002.‍ |
| ------------------------------------ | ------------------------------------ | ------------------------------------ | ------------------------------------ | ------------------------------------ |
|                                      |                                      |                                      |                                      |                                      |
| Срби                                 | Срби                                 |                                      | 633                                  | 99,52%                               |
| непознато                            | непознато                            |                                      | 3                                    | 0,47%                                |

| Година пописа     | 1948. | 1953. | 1961. | 1971. | 1981. | 1991. | 2002. |
| ----------------- | ----- | ----- | ----- | ----- | ----- | ----- | ----- |
| Број домаћинстава | 233   | 237   | 269   | 269   | 273   | 266   | 229   |

| Број чланова      | 1  | 2  | 3  | 4  | 5  | 6  | 7 | 8 | 9 | 10 и више | Просек |
| ----------------- | -- | -- | -- | -- | -- | -- | - | - | - | --------- | ------ |
| Број домаћинстава | 64 | 71 | 27 | 23 | 20 | 18 | 3 | 0 | 2 | 1         | 2,78   |

| Пол    | Укупно | Неожењен/Неудата | Ожењен/Удата | Удовац/Удовица | Разведен/Разведена | Непознато |
| ------ | ------ | ---------------- | ------------ | -------------- | ------------------ | --------- |
| Мушки  | 273    | 68               | 172          | 22             | 11                 | 0         |
| Женски | 289    | 32               | 166          | 82             | 7                  | 2         |
| УКУПНО | 562    | 100              | 338          | 104            | 18                 | 2         |

| Пол    | Укупно                    | Пољопривреда, лов и шумарство | Рибарство                            | Вађење руде и камена | Прерађивачка индустрија       |
| ------ | ------------------------- | ----------------------------- | ------------------------------------ | -------------------- | ----------------------------- |
| Мушки  | 196                       | 177                           | 0                                    | 0                    | 7                             |
| Женски | 144                       | 126                           | 0                                    | 0                    | 3                             |
| УКУПНО | 340                       | 303                           | 0                                    | 0                    | 10                            |
| Пол    | Производња и снабдевање   | Грађевинарство                | Трговина                             | Хотели и ресторани   | Саобраћај, складиштење и везе |
| Мушки  | 0                         | 1                             | 3                                    | 0                    | 1                             |
| Женски | 0                         | 0                             | 2                                    | 3                    | 0                             |
| УКУПНО | 0                         | 1                             | 5                                    | 3                    | 1                             |
| Пол    | Финансијско посредовање   | Некретнине                    | Државна управа и одбрана             | Образовање           | Здравствени и социјални рад   |
| Мушки  | 0                         | 1                             | 1                                    | 2                    | 0                             |
| Женски | 0                         | 2                             | 1                                    | 0                    | 0                             |
| УКУПНО | 0                         | 3                             | 2                                    | 2                    | 0                             |
| Пол    | Остале услужне активности | Приватна домаћинства          | Екстериторијалне организације и тела | Непознато            | Непознато                     |
| Мушки  | 1                         | 0                             | 0                                    | 2                    | 2                             |
| Женски | 0                         | 6                             | 0                                    | 1                    | 1                             |
| УКУПНО | 1                         | 6                             | 0                                    | 3                    | 3                             |

## Галерија
- Оглађеновац - панорама
- Оглађеновац - панорама
- Оглађеновац - панорама
- Оглађеновац - панорама
- Оглађеновац - панорама
- Оглађеновац - панорама
- Оглађеновац - панорама